# Mer Hayrenik
"Tổ quốc của chúng ta" (tiếng Armenia: Մեր Հայրենիք, Mer Hayreniq) là quốc ca của Cộng hòa Armenia, được chính thức công nhận vào ngày 1 tháng 7 năm 1991. Trước đó, bài hát cũng từng được chọn làm quốc ca của nền Đệ nhất Cộng hòa Armenia (1918–1920) - nhà nước Armenia hiện đại đầu tiên.
Phần lời của bản quốc ca này dựa trên lời bài thơ "Bài hát của người con gái Italia" (Իտալացի աղջկա երգը), được viết bởi Mikael Nalbandian (1829–1866) vào năm 1859. Barsegh Kanachyan (1885–1967) sau đó đã phổ nhạc cho bài thơ.

## Lời

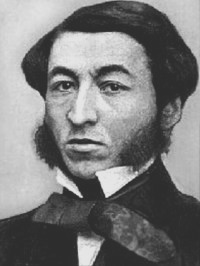
Tác giả Mikael Nalbandian

### Lời hiện tại
Chú ý: Hai dòng cuối mỗi đoạn được lặp lại. 
| Tiếng Armenia | Phiên âm Latin | Bảng mẫu tự ngữ âm quốc tế |
| --- | --- | --- |
| Մեր Հայրենիք՝ ազատ անկախ՝ Որ ապրել է դարեդար 𝄆 Յուր որդիքը արդ կանչում են Ազատ՝ անկախ Հայաստան։ 𝄇 Ահա եղբայր քեզ մի դըրոշ՝ Որ իմ ձեռքով գործեցի 𝄆 Գիշերները ես քուն չեղա(յ)՝ Արտասուքով լըվացի։ 𝄇 Նայիր նըրան՝ երեք գոյնով՝ Նըուիրական մեր նըշան 𝄆 Թող փողփողի թըշնամու դեմ Թող միշտ պանծայ Հայաստան։ 𝄇 Ամենայն տեղ մահը մի է Մարդ մի անգամ պիտ մեռնի՝ 𝄆 Բայց երանի՝ որ յուր ազգի Ազատության կըզոհվի։ 𝄇 | Mer Hayreníq, azát ankákh, Vor aprél e daredár 𝄆 Yur vordíqe ard kanchúm en Azát, ankákh Hayastán. 𝄇 Aha yeghbáyr qez mi drosh, Vor im dzerrqóv gortzetsí 𝄆 Gishernére yes qun cheghá(y), Artasuqóv lvatsí. 𝄇 Nayír nran yeréq guynóv, Nvirakán mer nshan 𝄆 Thogh phoghphoghí thshnamú dem Thogh misht pantzá Hayastán. 𝄇 Amenáyn tegh máhe mi e Mard mi angám pit merrní, 𝄆 Bayts yeraní, vor yur azgí Azatuthyán kzohví. 𝄇 | [mɛɹ hɑj.ɾɛ.ˈnikʰ ǀ ɑ.ˈzɑt ɑŋ.ˈkɑχ ǀ] [voɹ ɑ.ˈpɾɛl ɛ dɑ.ɾɛ.ˈdɑɹ ‖] 𝄆 [juɹ voɾ.ˈdi.kʰə ɑɾd kɑn.ˈt͡ʃʰum ɛn ǀ] [ɑ.ˈzɑt ǀ ɑŋ.ˈkɑχ hɑ.jɑs.ˈtɑn ‖] 𝄇 [ɑ.ˈhɑ jɛʁ.ˈbɑjɹ kʰɛz mi də.ˈɾoʃ ǀ] [voɹ im d͡zɛr.ˈkʰov goɾ.t͡sˀɛ.ˈt͡sʰi ‖] 𝄆 [gi.ʃɛɾ.ˈnɛ.ɾə jɛs kʰun t͡ʃʰɛ.ˈʁɑ(j) ǀ] [ɑɾ.tɑ.su.ˈkʰov lə.vɑ.ˈt͡sʰi ‖] 𝄇 [nɑ.ˈjiɹ nə.ˈɾɑn ǀ jɛ.ˈɾɛkʰ guj.ˈnov ǀ] [nə.vi.ɾɑ.ˈkɑm mɛɹ nə.ˈʃɑn ‖] 𝄆 [tʰoʁ pʰoʁ.pʰo.ˈʁi tʰəʃ.nɑ.ˈmu dɛm ǀ] [tʰoʁ miʃt pɑn.ˈt͡sˀɑ hɑ.jɑ.ˈstɑn ‖] 𝄇 [ɑ.mɛ.ˈnɑjn tɛʁ ǀ ˈmɑ.hə mi ɛ ǀ] [mɑɾd mi ɑŋ.ˈgɑm pit mɛr.ˈni ‖] 𝄆 [bɑjt͡sʰ jɛ.ɾɑ.ˈni voɹ juɹ ɑz.ˈgi ǀ] [ɑ.zɑ.tutʰ.ˈjɑn kə.zoɦ.ˈvi ‖] 𝄇 |

| Tiếng Việt |
| --- |
| Tổ quốc của chúng ta, tự do, độc lập Trải bao thế kỉ nay, [Tổ quốc] Đang hiệu triệu những đứa con của Người Hướng về một Armenia độc lập, tự do. Đây lá quốc kỳ, hỡi người anh em Mà tôi đã may bằng chính đôi tay Qua những đêm không ngủ, Và thấm đầy nước mắt. Hãy chiêm ngưỡng, lá cờ ba màu ấy Biểu tượng cao quý của chúng ta. Hãy để nó tung bay sáng rỡ trước quân thù, Để Người, Tổ quốc Armenia, vinh quang mãi mãi. Ai rồi cũng phải chết như ai Một con người đã lìa đời Sẽ được Chúa dẫn đường khi, Người ấy ngã xuống cho Tổ quốc mình được tự do. |